# Phaeogala biimpressa
Phaeogala biimpressa es una especie de coleóptero de la familia Mycteridae.

## Distribución geográfica
Habita en Madagascar.